# Tom Burns Marañón
Tom Burns Marañón (Londres, Reino Unido, 1948) es un periodista y ensayista hispano-británico. 

## Biografía

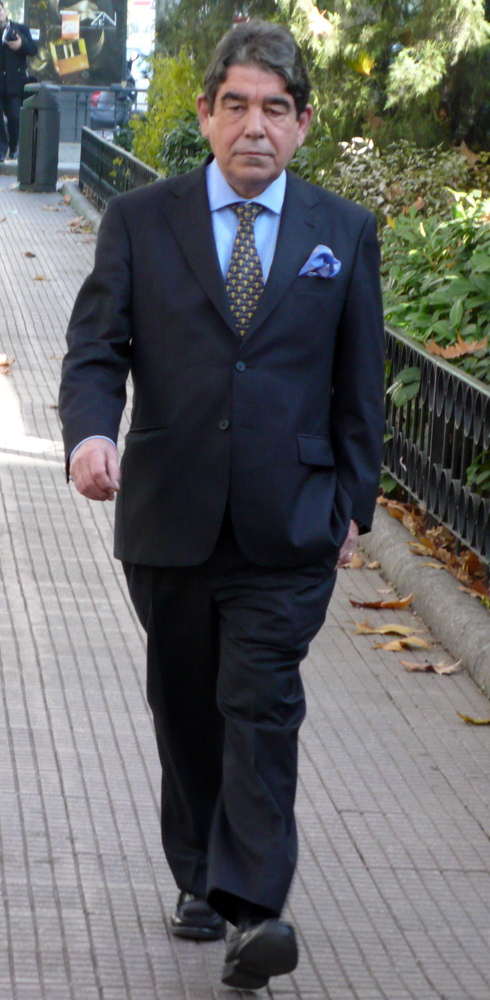
Tom Burns Marañón en Madrid (2007).

Es nieto de Gregorio Marañón por vía materna. Su madre, María Isabel Marañón, conoció a su padre, Thomas Ferrier Burns, editor británico de ascendencia escocesa, en la embajada británica en Madrid durante la década de 1940. Nació en Londres en 1948 y se crio a caballo entre España y Gran Bretaña. Posee una licenciatura de Historia Moderna por la Universidad de Oxford y se dedica al periodismo desde la década de 1970. Es hermano del también periodista y escritor Jimmy Burns Marañón y primo de Gregorio Marañón y Bertrán de Lis.
Se trasladó a España, el país natal de su madre, en la década de los setenta como corresponsal del diario Financial Times y desde entonces trabaja y reside en Madrid. Ha sido corresponsal del Washington Post y de la revista Newsweek. En 2001 fue nombrado oficial de la Orden del Imperio Británico por su fomento de las relaciones hispano-británicas. En la actualidad (2008) es consejero de Eurocofín, una consultora de comunicación corporativa y financiera radicada en Madrid. Escribió asiduamente en Expansión y, actualmente, es colaborador habitual del diario español El Mundo.
Es autor de varios ensayos sobre política y sociedad españolas.

## Obras
- Conversaciones sobre el Rey, Plaza & Janés, 1995.
- Conversaciones sobre el socialismo, Plaza y Janés, 1996.
- Conversaciones sobre la derecha, Plaza y Janés, 1997.
- Hispanomanía, Plaza y Janés, 2000[2].
- Juan Carlos I, Ediciones B, 2003.
- La monarquía necesaria, Planeta, 2007.
- Historia mínima del Reino Unido, Turner, 2021.